# Polyodontes renieri
Polyodontes renieri är en ringmaskart som beskrevs av Grube 1876. Polyodontes renieri ingår i släktet Polyodontes och familjen Acoetidae. Inga underarter finns listade i Catalogue of Life.